# May'n
Mei Nakabayashi (中林 芽依, Nakabayashi Mei) plus connue sous le nom de scène May'n (メイン, me-in) est une chanteuse japonaise née le 21 octobre 1989 dans la préfecture d'Aichi (愛知県, Aichi-ken) du Japon située dans la région de Chūbu.

## Discographie

### Albums
| Paru sous le nom de         | Année | Title                                                                                              | Classement d'Oricon | Classement d'Oricon | Classement d'Oricon | Réf.  |
| Paru sous le nom de         | Année | Title                                                                                              | Meilleur classement | Nombre de semaines  | Exemplaires         | Réf.  |
| --------------------------- | ----- | -------------------------------------------------------------------------------------------------- | ------------------- | ------------------- | ------------------- | ----- |
| May'n                       | 2009  | Styles - Label: Victor Entertainment (VTZL-11; VTCL-60190) - Date d'édition: le 25 novembre 2009   | #7                  | 10                  | 36,611              | [ 1 ] |
| Sheryl Nomme starring May'n | 2010  | Cosmic Cuune (en) - Label: Victor Entertainment (VTCL-60230) - Date d'édition: le 24 novembre 2010 | #6                  | 10                  | 49,663              | [ 2 ] |
| May'n                       | 2011  | If You... - Label: Victor Entertainment - Date d'édition: le 23 février 2011                       | #7                  | 8                   | 28,493              |       |

### EPs
| Paru sous le nom de        | Année | Title | Classement d'Oricon | Classement d'Oricon | Classement d'Oricon | Réf.  |
| Paru sous le nom de        | Année | Title | Meilleur classement | Nombre de semaines  | Exemplaires         | Réf.  |
| -------------------------- | ----- | --- | ------------------- | ------------------- | ------------------- | ----- |
| May'n                      | 2009  | May'n☆Street (メイン☆ストリート, Mein Sutorīto) - Label: Victor Entertainment (VTCL-60090) - Date d'édition: le 21 janvier 2009               | #2                  | 9                   | 37,503              | [ 3 ] |
| Sheryl Nome starring May'n | 2009  | Universal Bunny (en) (ユニバーサル・バニー, Yunibāsaru Banī) - Label: Victor Entertainment (VTCL-60177) - Date d'édition: le 25 novembre 2009 | #3                  | 16                  | 101,599             | [ 4 ] |

### Singles
| Paru sous le nom de         | Année | Title | Classement d'Oricon | Classement d'Oricon | Classement d'Oricon | Album                | Générique présenté dans                      | Réf.   |
| Paru sous le nom de         | Année | Title | Meilleur classement | Nombre de semaines  | Exemplaires         | Album                | Générique présenté dans                      | Réf.   |
| --------------------------- | ----- | --- | ------------------- | ------------------- | ------------------- | -------------------- | -------------------------------------------- | ------ |
| May Nakabayashi             | 2005  | "Crazy Crazy Crazy" - Label: Universal Music Japan (UPCI-5012) - Date d'édition: le 27 avril 2005; le 1er juin 2005 (réédition) | —                   | —                   | —                   | —                    |                                              | [ 5 ]  |
| May Nakabayashi             | 2005  | "Sympathy" - Label: Universal Music Japan (UPCI-5018) - Date d'édition: le 3 août 2005 | —                   | —                   | —                   | —                    |                                              | [ 6 ]  |
| May Nakabayashi             | 2006  | "Fallin' in or Not" feat. SEAMO - Label: Universal Music Japan (UPCI-5039) - Date d'édition: le 27 septembre 2006 | #159                | 1                   | —                   | —                    | Love Get Chu ~Miracle Voice Actress Hakusho~ | [ 8 ]  |
| Sheryl Nome starring May'n  | 2008  | Diamond Crevasse / Iteza☆Gogo Kuji Don't be late (en) (ダイアモンド クレバス / 射手座☆午後九時Don't be late, Daiamondo Kurebasu/Iteza Gogo Kuji Donto Bī Reito) - Label: Victor Entertainment (VTCL-35025) - Date d'édition: le 8 mai 2008 | #2                  | 27                  | 108,504             | —                    | Macross Frontier                             | [ 9 ]  |
| Sheryl Nome starring May'n  | 2008  | Lion (en) (ライオン, Raion) - Label: Victor Entertainment (VTCL-35033) - Date d'édition: le 20 août 2008 | #3                  | 19                  | 123,900             | May'n☆Street         | Macross Frontier                             | [ 10 ] |
| May'n                       | 2009  | "Kimi Shinitamō Koto Nakare" (キミシニタモウコトナカレ, Thou Shalt Not Die) - Label: Victor Entertainment (VTCL-35070) - Date d'édition: le 6 mai 2009                                                                                     | #10                 | 14                  | 20,671              | Styles               | Shangri-La                                   | [ 11 ] |
| Sheryl Nomme starring May'n | 2009  | pink monsoon (en) - Label: Victor Entertainment (VTCL-35088) - Date d'édition: le 21 octobre 2009 | #5                  | 9                   | 38,703              | Universal Bunny (en) | Macross Frontier ~Itsuwari no Utahime~       | [ 12 ] |
| May'n                       | 2010  | "Ready Go!" - Label: Victor Entertainment (VTCL-35093) - Date d'édition: le 28 juillet 2010 | #21                 | 8                   | 13,292              | If You...            | Ookami-san to Shichinin no Nakamatachi       | [ 13 ] |
| May'n                       | 2010  | "Shinjitemiru" (シンジテミル, See the Truth) - Label: Victor Entertainment (VTCL-35101) - Date d'édition: le 13 octobre 2010 | #14                 | 4                   | 8,513               | If You...            | Injitemiru 7-nichikan no Death Game          | [ 14 ] |
| May'n                       | 2011  | "Scarlet Ballet" - Label: Victor Entertainment (VTCL-35106) - Date d'édition: le 11 mai 2011 | #9                  | 10                  | 22,469              | —                    | Aria the Scarlet Ammo                        | [ 15 ] |
| May'n                       | 2011  | "Brain Diver" - Label: Victor Entertainment (VTCL-35116) - Date d'édition: le 2 novembre 2011 | —                   | —                   | —                   | —                    | Phi Brain                                    | [ 16 ] |

### Téléchargement de musique
| Année | Title                                                                                              |
| ----- | -------------------------------------------------------------------------------------------------- |
| 2005  | "Happy" - Date d'édition: le 11 décembre 2005                                                      |
| 2007  | "Ame ni Saku Hana" (雨に咲く花, Blooming Flowers in the Rain) - Date d'édition: le 31 janvier 2007 |
| 2009  | "my teens, my tears" - Date d'édition: le 21 octobre 2009                                          |

### DVD & disque Blu-ray
| Title                                                      | Date               | Type               | Label                | Référence commerciale | Remarque                                              |
| May'n☆Act                                                  | le 25 mars 2009    | Concert en DVD     | Victor Entertainment | VTBL-3                | Concert de May'n à Akasaka Blitz le 19 janvier 2009.  |
| May'n Special Concert BD BIG☆WAAAAAVE!! in Nippon Budokan  | le 26 mai 2010     | Concert en Blu-ray | Victor Entertainment | VTXL-1                | Concert de May'n à Nippon Budokan le 24 janvier 2010. |
| May’n Special Concert DVD BIG☆WAAAAAVE!! in Nippon Budokan | le 26 mai 2010     | Concert en DVD     | Victor Entertainment | VTBL-9                | Identique à ci-dessus, mais en DVD.                   |
| May'n Special Concert BD RHYTHM TANK!! at Nippon Budokan   | le 2 november 2011 | Concert en Blu-ray | Victor Entertainment | VTXL-7                | Concert de May'n à Nippon Budokan le 6 mars 2011.     |
| May’n Special Concert DVD RHYTHM TANK!! at Nippon Budokan  | le 2 november 2011 | Concert en DVD     | Victor Entertainment | VTBL-17               | Identique à ci-dessus, mais en DVD.                   |

### Compilations
| Title                                                                         | Date                | Type                 | Label                | Référence commerciale | Remarque                                                |
| Macross F (Frontier) O.S.T.1 "Nyan Fro" (en)                                  | le 4 juin 2008      | CD album             | Victor Entertainment | VTCL-60060            | May'n est présentée comme "Sheryl Nome starring May'n". |
| Macross F (Frontier) O.S.T.2 "Nyan Tra" (en)                                  | le 8 octobre 2008   | CD album             | Victor Entertainment | VTCL-60061            | May'n est présentée comme "Sheryl Nome starring May'n". |
| Macross F (Frontier) VOCAL COLLECTION "Nyan Tama" (en)                        | le 3 décembre 2008  | CD album (2 disques) | Victor Entertainment | VTCL-60100            | May'n est présentée comme "Sheryl Nome starring May'n". |
| Macross F (Frontier) Galaxy Tour FINAL in Budokan                             | le 30 octobre 2009  | Concert en DVD       | Bandai               | BCBM-0011             |                                                         |
| Macross F (Frontier) Galaxy Tour FINAL in Budokan (BD)                        | le 27 novembre 2009 | Concert en Blu-ray   | Bandai               | BCXE-0216             | Identique à ci-dessus, mais en Blu-ray.                 |
| Macross F (Frontier) Concept Album "Cosmic Cuune" (en)                        | le 24 novembre 2010 | CD album             | Victor Entertainment | VTCL-60230            | May'n est présentée comme "Sheryl Nome starring May'n". |
| Yoko Kanno Produce Macross F Super Dimensional Super Live Cosmic Nyan Blu-ray | le 23 novembre 2011 | Concert en Blu-ray   |                      |                       |                                                         |
| Yoko Kanno Produce Macross F Super Dimensional Super Live Cosmic Nyan DVD     | le 23 novembre 2011 | Concert en DVD       |                      |                       |                                                         |

## Scénographie
- 2017 : Princesse Kaguya : la Princesse Kaguya
- 2018 / 2020 : Ikiru : Toyo Odagiri / Kazue Watanabe
- 2021 : Jack the Ripper : Gloria
- 2021 - 2022 : Fist of the North Star : Yuria

## Note & Références
1. ↑  (ja) « Oricon Page », Styles Oricon Page (consulté le 16 octobre 2009)
2. ↑  (ja) « "Cosmic Cuune" Oricon Page », Styles Oricon Page (consulté le 16 octobre 2010)
3. ↑  (ja) « May'n☆Street Oricon Page », Oricon (consulté le 16 octobre 2009)
4. ↑  (ja) « Universal Bunny Oricon Page », Oricon (consulté le 16 octobre 2009)
5. ↑  (ja) « Crazy Crazy Crazy Oricon Page », Oricon (consulté le 16 octobre 2009)
6. ↑  (ja) « Sympathy Oricon Page », Oricon (consulté le 16 octobre 2009)
7. ↑  "'Fallin' in or Not feat. SEAMO'" (January 2007) Newtype USA. p. 120.
8. ↑  (ja) « Fallin' in or Not Oricon Page », Oricon (consulté le 16 octobre 2009)
9. ↑  (ja) « Diamond Crevasse / Iteza Gogo Kuji Don't be late Oricon Page », Oricon (consulté le 16 octobre 2009)
10. ↑  (ja) « "Lion" Oricon Page », Oricon (consulté le 16 octobre 2009)
11. ↑  (ja) « Kimi Shinitamō Koto Nakare Oricon Page », Oricon (consulté le 16 octobre 2009)
12. ↑  (ja) « "pink monsoon" Oricon Page », Oricon (consulté le 30 octobre 2010)
13. ↑  (ja) « "Ready Go!" Oricon Page », Oricon (consulté le 30 octobre 2010)
14. ↑  (ja) « "Shinjitemiru" Oricon Page », Oricon (consulté le 16 octobre 2009)
15. ↑  (ja) « "Scarlet Ballet" Oricon Page »(Archive.org • Wikiwix • Archive.is • Google • Que faire ?), Oricon (consulté le 15 avril 2011)